# 阮鳳儀
阮鳳儀（英語：Feng-I Fiona Roan，1990年5月20日—）是臺灣電影女導演。2021年以編導首部長篇電影《美國女孩》獲得第58屆金馬獎最佳新導演。2022年再以電影《美國女孩》獲得第3屆台灣影評人協會獎最佳劇本。

## 生平
阮鳳儀出生在新北市新店區，1997年她隨母親與妹妹移居美國奧勒岡州生活，2003年由於母親罹患乳癌而舉家搬回臺灣。她畢業自臺北縣私立崇光女子高級中學、國立臺灣師範大學附屬高級中學、國立臺灣大學中國語文學系，2014年完成首部短片《抹片檢查》。2015年前往美國電影學院攻讀電影創作碩士，並於2017年畢業；2018年她完成改編自身移民經驗的短片《姊姊》。
2021年，她完成首部劇情長片《美國女孩》，故事改編自身移民美國後又返國的經驗，於東京影展亞洲未來單元中首映，並於第58屆金馬獎入圍包括最佳劇情長片、最佳新導演在內的7個獎項。2022年亦憑該片榮獲第40屆香港電影金像獎最佳亞洲華語電影。
2023年8月6日與電影製片人苗華川締結連理，於艾美寒舍舉辦婚宴。2023年擔任第60屆金馬獎初選評審委員。

## 編導作品

### 長篇電影
- 2021年：《美國女孩》

### 短篇電影
- 2014年：《抹片檢查》
- 2018年：《姊姊》
- 2025年：《未說出口的話》

### 廣告
- 2022年：第24屆台北電影節年度形象廣告《偶遇》
- 2025年：OLAY 母親節廣告 <<未說出口的話>>

## 出版書籍
- 2021年：《美國女孩：電影劇本與幕後創作全書》

## 獲獎與提名
| 年份   | 類別                          | 獎項                    | 作品/入圍者  | 結果       |
| ------ | ----------------------------- | ----------------------- | ------------ | ---------- |
| 2018年 | 東京國際短片節                | 最佳觀眾票選獎          | 《姊姊》     | 獲獎       |
| 2018年 | 高雄電影節                    | 評審團特別獎            | 《姊姊》     | 獲獎       |
| 2018年 | HBO亞太裔美國人夢想家短片展   | 亞裔美國人視野獎        | 《姊姊》     | 獲獎       |
| 2021年 | Film Independent              | 18th Fast Track Program | 《美國女孩》 | 入圍短名單 |
| 2021年 | 第34屆東京影展                | 亞洲未來單元最佳影片    | 《美國女孩》 | 提名       |
| 2021年 | 第58屆金馬獎                  | 最佳劇情長片            | 《美國女孩》 | 提名       |
| 2021年 | 第58屆金馬獎                  | 最佳新導演              | 阮鳳儀       | 獲獎       |
| 2021年 | 第58屆金馬獎                  | 最佳原著劇本            | 阮鳳儀、李冰 | 提名       |
| 2022年 | 第3屆台灣影評人協會獎         | 最佳影片                | 《美國女孩》 | 獲獎       |
| 2022年 | 第3屆台灣影評人協會獎         | 最佳導演                | 阮鳳儀       | 提名       |
| 2022年 | 第3屆台灣影評人協會獎         | 最佳劇本                | 阮鳳儀、李冰 | 獲獎       |
| 2022年 | 2022年台北電影節              | 國際新導演獎            | 阮鳳儀       | 提名       |
| 2022年 | 第24屆台北電影獎              | 最佳劇情長片            | 《美國女孩》 | 獲獎       |
| 2022年 | 第24屆台北電影獎              | 最佳導演                | 阮鳳儀       | 提名       |
| 2022年 | 第24屆台北電影獎              | 最佳編劇                | 阮鳳儀、李冰 | 提名       |
| 2022年 | 第40屆香港電影金像獎          | 最佳亞洲華語電影        | 《美國女孩》 | 獲獎       |
| 2022年 | 第2屆傑出影視聽工作者頒獎典禮 | 最佳新導演              | 阮鳳儀       | 獲獎       |
| 2022年 | 第2屆傑出影視聽工作者頒獎典禮 | 最佳劇本                | 阮鳳儀、李冰 | 獲獎       |
| 2022年 | 第29屆台灣國際女性影展        | 銀獎                    | 《美國女孩》 | 獲獎       |
| 2022年 | 第1屆500Young                 | 鏡頭生活感獎            | 不適用       | 獲獎       |

## 外部連結
- 阮鳳儀官方網站 （页面存档备份，存于）
- 阮鳳儀在互联网电影资料库（IMDb）上的資料（英文）